# 41ª Brigata meccanizzata
La 41ª Brigata meccanizzata autonoma (in ucraino 41-ша окрема механізована бригада?, 41-ša okrema mechanizovana bryhada, unità militare A4576) è un'unità di fanteria meccanizzata delle Forze terrestri ucraine, subordinata al Comando operativo "Sud" e con base a Kropyvnyc'kyj.

## Storia
La brigata è stata creata il 24 febbraio 2023 come parte dell'espansione dell'esercito ucraino in previsione della controffensiva estiva. Ha immediatamente iniziato l'addestramento del personale di fanteria e di carristi.
A ottobre 2023 è stata impiegata per la prima volta al fronte, venendo schierata nel settore di Kup"jans'k. A partire da maggio 2024 è stata invece impiegata a difesa di Časiv Jar insieme alla 56ª Brigata motorizzata e alla 5ª Brigata d'assalto, contribuendo a respingere gli assalti russi. All'inizio di luglio è stata trasferita nel settore di Torec'k in seguito alle avanzate russe in direzione del villaggio fortificato di N'ju-Jork. Nelle settimane successive è stata rinforzata dalla 32ª e dalla 53ª Brigata meccanizzata, ma all'inizio di agosto ha ceduto terreno alla 9ª Brigata fucilieri motorizzata russa che ha raggiunto la parte occidentale di N'ju-Jork. Ad ottobre 2024 elementi della brigata sono stati trasferiti nell'oblast' di Kursk, venendo impiegati in combattimento nel settore nord della penetrazione ucraina in territorio russo.
All'inizio di giugno 2025 la brigata è entrata a far parte del 12º Corpo d'armata, recentemente costituito a Kiev.

## Struttura
- Comando di brigata[12]
- 1º Battaglione meccanizzato
- 2º Battaglione meccanizzato
- 3º Battaglione meccanizzato
- 32º Battaglione fucilieri (unità militare A4020)[13]
- 40º Battaglione fucilieri (unità militare A4052)[14]
- 410º Battaglione fucilieri (unità militare A4828)[15]
- Battaglione corazzato (T-72AMT e T-64BV)
- Battaglione sistemi senza pilota
- Gruppo d'artiglieria (2S1 Gvozdika)
- Battaglione artiglieria missilistica contraerei
- Battaglione genio
- Battaglione manutenzione
- Battaglione logistico
- Compagnia ricognizione
- Compagnia comunicazioni
- Compagnia radar
- Compagnia difesa NBC
- Compagnia medica

## Comandanti
- Colonnello Oleh Makucha (febbraio 2023 - 2024)[16]
- Colonnello Serhij Romaško (2024 - gennaio 2025)[17]
- Colonnello Volodymyr Dzjuba (gennaio 2025 - in carica)[18]